# برنامه کاری مدارس ایالات متحده آمریکا
برنامه کاری مدارس ایالات متحده آمریکا (انگلیسی: Year-round school in the United States) برنامه کاری برای حضور دانش آموزان در تمام طول سال در مدرسه است،
البته این تقویم بدون تعطیلات طولانی مدت تابستانی است.
مدارس در تابستان‌ها قبل از اختراع تهویه مطبوع بسیار گرم بودند، بنابراین خانواده‌های طبقه بالا و در نهایت طبقه متوسط از شهرها فرار می‌کردند و فرزندان خود را به حومه شهر می‌بردند. در نهایت مدارس در شهرها تعطیلات تابستانی را آغاز می‌کنند. در اواخر قرن ۱۹ فشاری برای استانداردسازی تقویم مدارس شهری و روستایی انجام شد و بنابراین سیستم مدرن ایجاد شد.
در حال حاضر ده درصد از مدارس دولتی ایالات متحده از تقویم تمام سال کاری استفاده می‌کنند. یک مرکز تحقیقاتی، در حال تحقیق روی تقویم تمام سال کاری می‌باشد. در تقویم تمام سال کاری بدین صورت است که طول سال از طریق نسبت ۴۵–۱۵ تقسیم می‌شود. این به دانش آموزانی اشاره دارد که ۴۵ روز در مدرسه می‌مانند اما بعد از آن ۱۵ روز استراحت می‌کنند. دانش‌آموزان تعطیلات سنتی مانند شکرگزاری، تعطیلات کریسمس، تعطیلات بهاری و تعطیلات تابستانی را دریافت نمی‌کنند، اما در عوض در طول سال استراحت‌های مکرر دارند.
تغییر به تحصیل در تمام طول سال اثرات مثبت بسیاری دارد. یک مزیت این است که معلمان می‌توانند در طول سال شغلی داشته باشند. علاوه بر این، آنها زمان بیشتری برای برنامه ریزی دروس و فعالیت‌های کلاس دارند، در حالی که برای آموزش مجدد اطلاعاتی که دانش آموزان در تعطیلات تابستانی خود فراموش کرده اند، زمان زیادی گذاشته نمی‌شود. یکی دیگر از دلایل تغییر مدارس به تمام سال کاری این است که دانش‌آموزان در طول سال بیشتر استراحت می‌کنند و به دانش‌آموزان اجازه می‌دهد در هر فصل استراحت داشته باشند. برخی از خانواده‌ها طرفدار تقویم در تمام طول سال هستند، زیرا به آنها اجازه داده می‌شود در زمان‌های مختلف سال به تعطیلات بروند و نه در بازه‌های زمانی خاص، این همچنین به خانواده‌ها اجازه می‌دهد زمان بیشتری را با هم بگذرانند.
هدف دیگر از تحصیل در طول سال کاهش ازدحام بیش از حد است. برخی از مدارس در سه دوره تحت عنوان ثلث مدرسه فعالیت می کنند که سه گروه در زمان های مختلف به مدرسه می روند. این امر به تعداد بیشتری از دانش‌آموزان امکان می‌دهد در همان مدرسه شرکت کنند در حالی که اندازه کلاس‌های بزرگی ندارند.
البته یک تحقیق در سال 2016 نشان میدهد که اگرچه تقویم های تمام سال باعث افزایش یادگیری تابستانی می شوند، اما یادگیری را در سایر زمان های سال کاهش می دهند، به طوری که کل مقدار آموخته شده در یک دوره 12 ماهه در یک تقویم تمام سال بیشتر از یک تقویم 9 ماهه عادی نیست.
تقویم های سراسر سال می توانند راهی برای کاهش شلوغی مدارس ارائه دهند، یک مدرسه شلوغ می تواند یک تقویم دارای چند سیکل پذیرش دانش آموز داشته باشد ، در این سیستم گروهی از دانش آموزان در حال آموزش هستند در حالی که گروه دیگر در تعطیلات هستند. به این ترتیب، مدرسه می‌تواند دانش‌آموزان بیشتری را نسبت به زمانی که همه دانش‌آموزان نیاز به حضور همزمان در مدرسه داشتند، اداره کند. این نوع تقویم در طول سال برای کاهش ازدحام در کالیفرنیا، لاس وگاس ، کارولینای شمالی و در میان جاهای دیگر استفاده شده است.
در مقایسه با روش‌های دیگر برای مدیریت شلوغی  مانند یا کلاس‌های متحرک تقویم‌های چند سیکلهدر طول سال می‌توانند نسبتاً ارزان باشند. با این حال، اگر مدارس برای مدت طولانی تری باز باشند، هزینه های عملیاتی و نگهداری ممکن است تا 10 درصد افزایش یابد.

## نظرات مخالف
مشاغلی که به اوقات فراغت تابستانی متکی هستند، طرفدار تقویم های تمام سال نیستند. اردوگاه‌های تابستانی و پارک‌های تفریحی اغلب مخالفت‌هایی را به تقویم‌های سالانه نشان میدهند، مناطق روستایی به ندرت از تقویم های تمام سال استفاده می کنند زیرا با نیاز مزارع به نیروی کار جوانان در تابستان مخالفت دارند.